# Collón Curá (departamento)
Collón Curá é um departamento da Argentina, localizado na província de Neuquén.